# Паёнк, Антоний
Антоний Паёнк (пол. Antoni Pająk; 31 июля 1893, Бествина — 25 ноября 1965, Лондон) — польский политик, член Польской социалистической партии, в течение 10 лет занимал пост премьер-министра «правительства Польши в изгнании».

## Биография
С 1909 года на заводах и шахтах в Тешинской Силезии. С 1919 года состоял в Польской социал-демократической партии Галиции и Силезии-Цешина. С 1922 по 1930 год был членом парламента первого и второго срока. В июне 1940 года был выслан с семьёй в Якутию, а через год арестован. В августе 1942 года был амнистирован и назначен делегатом от посольства Польши в Москве. C 1948 года жил в Великобритании. Был премьер-министром правительства в изгнании с 10 сентября 1955 по 14 июня 1965 года. Умер вскоре после ухода с должности 25 ноября 1965 года.